# Johann Decker (Politiker)
Johann Baptist Franz Decker (* 15. Januar 1822 in Freimersdorf; † 21. Juni 1873 in Düren) war ein deutscher Politiker und Mitglied des Reichstages.

## Leben und Wirken
Johann Decker besuchte das Gymnasium in Köln und studierte anschließend Katholische Theologie in München und Bonn. Er arbeitete zehn Jahre als Kaplan in Willich und Linnich. Weiterhin war er für 14,5 Jahre Pfarrer in Bechen und der Kreisstadt Düren tätig. Er bereiste Bayern, Österreich, die Schweiz und Oberitalien.
1871 bis 1873 war Johann Decker Mitglied des Reichstags für den Wahlkreis Regierungsbezirk Aachen 4 (Düren-Jülich). Im Reichstag gehörte er zur Fraktion der Zentrumspartei.